# Teerawut Wongtun
Teerawut Wongtun (* 2. Juli 1991) ist ein thailändischer Fußballspieler.

## Karriere
Teerawut Wongtun erlernte das Fußballspielen in der Jugendmannschaft des Assumption United FC in der thailändischen Hauptstadt Bangkok. Im Juli 2016 unterschrieb er einen Vertrag beim BBCU FC. Der Verein spielte in der ersten thailändischen Liga. Am Ende der Saison musste er mit dem Verein in die zweite Liga absteigen. Für BBCU bestritt er drei Erstligaspiele. Nach dem Abstieg wurde der Verein gesperrt. Anfang Dezember 2017 verpflichtete ihn der ebenfalls in Bangkok beheimatete Zweitligist Thai Honda FC. Die Rückrunde 2019 wurde er an den Drittligisten Ayutthaya FC ausgeliehen. Mit dem Verein aus Ayutthaya spielte er in der Upper Region der Liga. Nach der Ausleihe kehrte er Ende November 2019 zu Thai Honda zurück. Ende 2019 gab Thai Honda bekannt, dass man sich aus finanziellen Gründen aus der Liga zurückziehen werde.
Seit dem 1. Januar 2020 ist Teerawut Wongtun vertrags- und vereinslos.